# Stufa a carbone

Una stufa a carbone

La stufa a carbone è una stufa per il riscaldamento di un ambiente che utilizza il carbone, un combustibile fossile. Da non confondere con la stufa a legna perché oltre ad essere un altro sistema di riscaldamento per ambienti, il legno è un combustibile più economico del carbone, fatta eccezione per alcune stufe che funzionano anche con la legna.
Questa stufa è una delle più antiche assieme a quella a legna e di questo tipo ne esistono varie forme, da quelle di ottone a quelle in lamiera e così via. Nuovi modelli invece vengono fabbricati con la ghisa. Infine la stufa necessita della canna fumaria o di un condotto di scarico dei fumi.

## Pulizia della stufa
La stufa, prima di accenderla nuovamente o se non la si utilizza durante l'estate, va sempre pulita dai residui delle ceneri. Per non sopportare alcuni disagi quotidiani sulla pulizia della stufa, come raccogliere la cenere con una scopa adatta, si può ricorrere all'aspiracenere per pulirla, in modo da non sporcare il pavimento di casa e/o quello di un altro locale.

## Vantaggi e svantaggi

### Vantaggi
L'unico vantaggio è che rispetto alle altre stufe moderne, assieme a quella a legna e a quella a bioetanolo, è molto economica perché non necessita di elettricità.

### Svantaggi
Il carbone combusto ha degli effetti nocivi nell'aria; inoltre, se viene respirato e/o ingerito, può nuocere alla salute delle persone. Inoltre la stufa necessita della canna fumaria per poterla far funzionare senza creare problemi alla salute e/o invadere l'ambiente con il fumo prodotto dalla combustione del carbone.